# Selaginella osaensis
Selaginella osaensis är en mosslummerväxtart som beskrevs av A. Rojas. Selaginella osaensis ingår i släktet mosslumrar, och familjen mosslummerväxter. Inga underarter finns listade i Catalogue of Life.